# Resolució 668 del Consell de Seguretat de les Nacions Unides
La Resolució 668 del Consell de Seguretat de les Nacions Unides, adoptada per unanimitat el 20 de setembre de 1990 després d'assenyalar els debats i esforços polítics en curs sobre una situació pacífica justa i duradora a Cambodja, el Consell va donar suport al marc polític que permetria al poble cambodjà exercir el seu dret a l'autodeterminació a través d'eleccions organitzades per l'ONU.
El Consell havia estat examinant la qüestió de Cambodja i l'ocupació pel Vietnam durant gairebé una dècada, però el Consell no va poder actuar per falta d'acord entre els seus membres permanents. En lloc d'això, es va adreçar a l'Assemblea General. Després de la caiguda dels Khmers rojos el 1979, Vietnam hi va instal·lar un govern titella, al que s'hi van oposar diversos grups del país, com el Front Nacional Unit per a una Cambodja Independent, Neutral, Pacífica i Cooperativa, el Front de l'Alliberament Popular Khmer i el Partit de la Kamputxea Democràtica, però recolzat per Vietnam i la Unió Soviètica. Representants de cada partit es van reunir a la Conferència de París el 1989, però no es va arribar a un acord. Després de les discussions a Indonèsia i Japó el 1990, les parts van acordar un pla en el qual es guiaran per determinats principis per resoldre el problema cambodjà. El Consell de Seguretat, en la seva Resolució 668, va reconèixer i va donar la benvinguda a l'acord.
La resolució va donar la benvinguda a la creació d'un Consell Nacional Suprem com a font d'autoritat durant tot el període de transició. També va demanar que altres països i el Secretari General de les Nacions Unides continuïn assistint en l'acord de pau. També va ser aprovat un moviment a l'Assemblea General per donar suport al procés de pau en la Resolució 45/3 del 15 d'octubre de 1990.